# داون رايلي
داون رايلي (بالإنجليزية: Dawn Riley)‏ هي متسابقة يخت أمريكية، ولدت في 21 يوليو 1964.

## وصلات خارجية
- داون رايلي على موقع الاتحاد الدولي للملاحة الشراعية (موقع جديد) (الإنجليزية)
- داون رايلي على موقع الاتحاد الدولي للملاحة الشراعية (موقع قديم) (الإنجليزية)